# 苗僑偉
苗僑偉 （英語：Michael Miu Kiu Wai；1958年6月18日—），人稱「三哥」，出生於中國浙江省舟山市香港男演員，藝視眼鏡（現亮視點）創辦人， 1980年無綫電視第9期藝員訓練班畢業，無綫80年代「五虎將」之一。 他於1987年以後將發展中心轉移至中國大陸而繼續影壇工作，次年跟無綫電視的解約後，並在1990年代全面淡出娛樂圈，改從經商。直到2004年復出至今，並成為無綫電視部頭合約藝員至2014年，以自由身拍戲至2020年後與家人移居加拿大，間中客串電影。

## 生平

### 早年经历
苗侨伟出生于中国浙江舟山，有2兄1姊，父亲是香港一家远洋轮船公司的海员。他6岁时随母亲移居到香港，定居土瓜灣。他与父亲相处的机会很少，自幼便和母亲相依为命。苗侨伟在1965年畢業於香島中學土瓜灣分校的附設幼稚園，繼而就讀香島中學小學部。小學畢業後升讀香島中學，在校時曾因作弊而被校方記小過。17岁时，父亲患上癌症，失去工作能力，他自觉不是读书的料，并为帮补家计而辍学。他当了三年木工学徒，因不满师父的刻薄而罢工了一星期，恰巧在电视上看到无线电视台正招收新生，因为好奇便去填了报名表格。

### 演艺之路（1980年-1990年，2004年至今）
苗侨伟毕业于无线电视第9期艺员训练班，同学有黃日华、冯耀宗、吳丽珠、姚凤丝等。最初只是于少量电视连续剧里担任跑龙套的角色，但很快就升上一线。在1983年被无线包裝，与汤镇业、黄日华、刘德华、梁朝伟并称为“無綫五虎將”。1981年至1985年间，五人主演了无线幾乎所有劇集。
1981年，苗侨伟在《过客》里担纲男二号，饰演欧阳刚，角色由起初的单纯，怯懦，冒失的青年变成冷血嗜杀。1982年，他与戚美珍分别在《飞越十八层》担任男一号和女一号，开始走红。此剧是苗侨伟和戚美珍二人的定情之作。 1983年，他在《射雕英雄传》中飾演杨康，成为其经典角色。1984年，无线趁势把苗侨伟和翁美玲打造成一对金童玉女，苗翁搭档亦成为1984年度香港最受欢迎荧幕情侣之一。两人一口气合作了《天师执位》，《楚留香之蝙蝠传奇》，《决战玄武门》，《生锈桥王》等四部剧。其中《天师执位》以平均61点的高收视率成为1984年度收视之冠，该剧也是TVB历年收视前十的剧集之一，入选香港人心中的十大经典剧集，也位列新加坡媒体评选的20世纪百部华语经典电视剧集。
1985年，在無綫電視正當紅的苗侨伟跟劉德華為自由不肯續簽5年長約，激怒無綫高層而遭到雪藏。1987年，苗侨伟轉投影坛，并投资“艺视眼镜有限公司”。1988年苗侨伟在《绝代双骄》中客串的“天下第一美男”江枫颇为出彩。此外，他主演了电影《江湖接班人》，饰演退休江湖大佬「三哥」，因而有了昵称「三哥」。1990年7月，苗侨伟和潘迎紫主演的台剧《浴火鳳凰》播出，在台湾掀起热潮。
1990年以后，因演艺事业瓶颈，而眼镜事业顺遂，且太太戚美珍家族對眼镜生意頗有經驗，他決定棄影從商，專門經營艺视眼镜。期间虽有接拍电影，但多是客串好友之作，直到生意賣盤後，他接演曾志伟的《江湖》，挑起戏瘾，決定復出。
2004年，苗侨伟应无线高层梁家树之邀請，重返无线电视，拍摄《学警雄心》，成功大获好评，并凭借该剧提名2005年度万千星辉贺台庆最佳男主角最后五强。随后，随着《赌场风云》，《学警狙击》等剧集的热播，人气再度提升。2010年，苗侨伟与黄日华再次合作《刑警》，正邪角色互换，双双入围万千星辉颁奖典礼2010最佳男主角最后六强
，但苗侨伟最终不入五强。2013年8月，据知王维基邀請苗侨伟和邓萃雯加盟香港电视，但苗侨伟已经澄清无意过档香港电视。2014年，苗侨伟在參與的文偉鴻新劇《使徒行者》中化身性格沉着冷静，嫉恶如仇，尽忠职守的刑事情报科总督察“卓sir”。此剧让他获广告界青睐 
，
并提名第十届首尔国际电视节亚洲之星演员奖。苗僑偉與TVB的部頭合約於該年屆滿，《使徒行者》繼而成為告別作。不過，苗侨伟为《使徒行者》接受报章访问时表示，现阶段与无线仍有合约关系，并维持一年一剧的合作。然而他之後只以自由身参与了《使徒行者》系列作《使徒行者2》和《使徒行者3》並客串《愛·回家之開心速遞》，並無演出其他劇集。
2017年，苗侨伟继1983年之后再次参演《射雕英雄传》，在新版饰演「东邪」黄药师。同年，他凭《使徒行者2》中卓凯一角获得TVB 马来西亚星光荟萃颁奖典礼2017最喜爱TVB男主角，首膺大马视帝，是他从影三十多年首度夺得的视帝奖项，并入围万千星辉颁奖典礼2017最佳男主角最后五强。
近年來苗僑偉與家人定居加拿大，處於半退休狀態，偶爾客串演出香港或中國内地電視電影。

### 经商之路（1987年-2002年）
苗侨伟是艺视眼镜集团的创办人，并出任集团主席，集团下有“艺视眼镜有限公司”、“侨福投资（国际）有限公司”、“创威兴业有限公司”、“东莞创威眼镜制造有限公司”、“明星眼镜城有限公司”及“睛彩眼镜”。“艺视眼镜有限公司”在90年代中一度成為全香港最大的眼镜连锁店。
1987年，苗侨伟、戚美珍、以及戚美珍的哥哥合资成立了“艺视眼镜有限公司”。公司首3年都在亏本经营，后来苗侨伟看准隐形眼镜市场和以薄利多销的手法迅速扩展业务。1996年，他在温哥华、多伦多等城市开设分店，开拓加拿大市场。1997年在东莞设创威眼镜制造厂，生产自家品牌的眼镜及OEM订单的各类款式，供应旗下门市销售以及出口到东南亚和欧洲等市场。1998年正式拓展中国内地市场，在上海开设了第一家分店“睛彩眼镜”，在香港的分店扩展至50间，年营业额达到3亿多港元，令他成为香港演艺圈第一个亿万富翁。
2000年，OPSM Group欲收购艺视。同年，自家眼镜品牌—Maniac获英国眼镜公司选为十大最杰出眼镜设计品牌之一。2001年9月，美国发生911事件，眼镜生意受到影响，苗侨伟直言当时最大问题是911后香港零售业前景不明，又适逢2000年以来一直有和OPSM Group接触商谈，谈了一年，权衡之后决定将香港的艺视眼镜业务售予OPSM Group（OPSM Group的控股权于2003年被罗萨奥蒂卡集团（Luxottica Group S.p.A）收购），交易于2002年10月完成，併入高登眼镜（现时亮视点），保留其他地方的生意。香港的“艺视眼镜有限公司”截至2002年6月底止的年度营业额，约为3.03亿港元。2002年7月，他在香港贸发局主办的“商聚一会”眼镜业聚会分享营运经验。
苗僑偉售出四个月後，香港爆發非典，生意暴跌六成，令他慶幸自己早離商海，否則必定破产。他复出后已将海外的眼镜生意交给亲戚打理。
2008年，苗侨伟在香港开设“护家美视”(Googa Vision)。2009年，他推出个人眼镜品牌“M三 begin”，并亲自担任代言人拍摄多款宣传照。

### 高尔夫
苗侨伟享有“香港演艺圈高尔夫第一杆”之称，他热爱高尔夫球运动，2000年成为单差点球手。他曾在约40场大大小小的高尔夫球赛事中荣获冠军，包括CAGA全年总冠军，2000年华人高尔夫球协会全年总冠军等。
2007年至2009年，苗侨伟连续3年获尊尼获加（Johnnie Walker） 邀请前来助兴汇丰冠军赛，以特邀嘉宾选手身份参加“职业-业余配对赛”  。2011年，苗侨伟获邀以嘉宾选手的特别身份参加了“2011保时捷高尔夫巡回赛”中国区的总决赛。

## 社會參與
- 苗僑偉曾擔任第四屆和第六屆香港演藝人協會理事，第十屆和第十一屆香港演藝人協會副會長。
- 苗僑偉是香港賽馬會會員，曾養有馬匹「牧場王」，已退役。現時，苗僑偉和米雪、蘇志威是「蟲草之星」及「蟲草之凰」所屬的御精英團體成員之一。
- 苗僑偉是晨曦足球隊的五大名譽會長之一。
- 苗僑偉是社企素食餐廳樂農董事[23]。

## 個人生活
苗侨伟出道至今有过三段恋情。在艺员训练班时，他与同班同学姚凤丝相恋。1982年，他与戚美珍拍摄電視劇《飛越十八層》期间，与姚分手，转而追求戚美珍，地下情维持了两年，因苗侨伟和翁美玲到外地登台，戚美珍和翁的男朋友汤镇业送机令恋情曝光。1984年苗侨伟和戚美珍曾短暂分手，随后他与合作电视剧《香江花月夜》的梅艳芳交往，但同年與戚美珍復合。
1989年，苗僑偉和戚美珍結婚，育有一女一子，90年代举家移民加拿大。女儿苗彤（Phoebe），1991年2月22日出生，毕业于不列顛哥倫比亞大學文學专业，於2015年開始從事演藝事業。儿子苗俊（Murphy），1993年11月18日出生，现任視覺設計師兼职模特儿。

## 影視作品

### 電影
| 年份   | 電影名             | 角色             |
| 1982年 | 蜈蚣咒             | 阿偉             |
| 1983年 | 瘋狂83             | 周昇偉           |
| 1983年 | 暗渠               | 邱正明           |
| 1985年 | 夏日福星           | 花塔餅           |
| 1986年 | 最佳福星           | 花塔餅           |
| 1987年 | 小生夢驚魂         | 苗大衛           |
| 1987年 | 一屋兩妻           | 路人             |
| 1987年 | 東方禿鷹           | 特種兵           |
| 1987年 | 1哥                | 高達威           |
| 1988年 | 白色酢漿草         | 李少農           |
| 1988年 | 愛的逃兵           | 林雪夫           |
| 1988年 | 龍之家族           | 龍家偉           |
| 1988年 | 江湖接班人         | 李森（三哥）     |
| 1988年 | 最佳損友闖情關     | 警司             |
| 1989年 | 傲氣雄鷹           | 阿偉             |
| 1989年 | 目中無人           | 馬振鋒           |
| 1989年 | 龍之爭霸           | 迪偉             |
| 1989年 | 福星闖江湖         | 花塔餅           |
| 1989年 | 飛越危牆           | 林偉棟           |
| 1989年 | 神行太保           | 徐傑             |
| 1989年 | 小小小警察         | 千面人           |
| 1989年 | 妙探雙龍           | 程勝             |
| 1990年 | 壯志豪情           | 林大衛連長       |
| 1990年 | 富貴兵團           | 小蝴蝶           |
| 1990年 | 赤色大風暴         | 機場海關倉庫主管 |
| 1990年 | 最佳賊拍檔         | 戴化皇           |
| 1990年 | 無名家族           | 古Sir            |
| 1990年 | 午夜天使           | 阿鄧             |
| 1990年 | 驅魔警察           | 2237號警員       |
| 1990年 | 棄卒               | 方國安           |
| 1991年 | 毒網               | 馬Sir            |
| 1991年 | 禁海蒼狼           | 黑鷹             |
| 1991年 | 偷情小丈夫         | 黃力             |
| 1991年 | 暴風少年           | 林Sir            |
| 1991年 | 五虎將之決裂       | 阿華             |
| 1991年 | 喋血奇兵           | 賈仁             |
| 1992年 | 何日金再來         | 銀行家           |
| 1992年 | 絕代雙驕           | 燕南天           |
| 1993年 | 街市情殺案         | 阿傑             |
| 1993年 | 機密檔案實錄火蝴蝶 | 烏嘴狗           |
| 1993年 | 反斗馬騮           | 阿趙             |
| 1993年 | 歲月風雲之上海皇帝 | 古羽             |
| 1993年 | 上海皇帝之雄霸天下 | 古羽             |
| 1993年 | 夏日情未了         | John             |
| 1993年 | 走佬威龍           | 警官             |
| 1995年 | 冇面俾             | 警察             |
| 1995年 | 仙樂飄飄           | Peter父親        |
| 1996年 | 運財至叻星         | 呂洞賓           |
| 1996年 | 運財五福星         | 花旗蔘           |
| 2004年 | 江湖               | 費歌             |
| 2004年 | 精装追女仔2004     | 牛精             |
| 2004年 | 當碧咸遇上奧雲     | 黃Sir            |
| 2006年 | 春田花花同學會     | 高級警司         |
| 2006年 | 卧虎               | 韋定邦           |
| 2007年 | 兄弟               | 譚頌堯           |
| 2010年 | 撕票風雲           | 何湛森           |
| 2011年 | 我愛HK開心萬歲     | 三哥             |
| 2016年 | GOOD TAKE！：嚇鬼  | Falendo          |
| 2016年 | 紐約紐約           | 米先生           |
| 2017年 | 謎證               | 邢天海           |
| 2018年 | 低壓槽             | 程昀             |
| 2019年 | 掃毒2天地對決      | 林正風           |
| 2024年 | 談判專家           | 羅安邦           |
| 未上映 | 尋秦記             | 未知             |

### 電視劇（無綫電視）
| 首播   | 劇名                 | 角色                           | 國語配音              |
| 1980年 | 上海灘               | 愛國青年                       |                       |
| 1980年 | 上海灘續集           | 黃秘書                         |                       |
| 1980年 | 上海灘龍虎鬥         | 阿泰                           |                       |
| 1980年 | 仁者無敵             | 衙役                           |                       |
| 1980年 | 雙葉蝴蝶             | 醫生∕小混混                    |                       |
| 1980年 | 千王之王             | 觀眾                           |                       |
| 1980年 | 京華春夢             | 學生                           |                       |
| 1980年 | 衝擊                 | 翁永康                         |                       |
| 1981年 | 迷離世界             | 挖坑工人                       |                       |
| 1981年 | 過客                 | 歐陽剛                         | 周思平                |
| 1981年 | 風雨晴               | 林國堯                         |                       |
| 1981年 | 無雙譜               | 表哥                           |                       |
| 1981年 | 火鳳凰               | 鍾偉信（Wilson）               |                       |
| 1981年 | 飛鷹                 | 哈爾王子                       |                       |
| 1981年 | 英雄出少年           | 胡惠乾                         |                       |
| 1982年 | 香港八二至香港八六   | 周昇偉                         |                       |
| 1982年 | 神女有心             | 小不良                         |                       |
| 1982年 | 戲班小子             | 袁 偉                          |                       |
| 1982年 | 飛越十八層           | 黃秋發∕商振宇∕小偷             |                       |
| 1982年 | 蘇乞兒               | 馬坤                           |                       |
| 1983年 | 播音人               | 呂 熙                          |                       |
| 1983年 | 賴布衣               | 賴布衣                         |                       |
| 1983年 | 賴布衣妙算玄機       | 賴布衣                         |                       |
| 1983年 | 射鵰英雄傳之鐵血丹心 | 楊康                           | 陳星旭（新版）        |
| 1983年 | 射鵰英雄傳之東邪西毒 | 楊康                           |                       |
| 1983年 | 射鵰英雄傳之華山論劍 | 楊康                           |                       |
| 1984年 | 決戰玄武門           | 李世民∕文庭遠                  |                       |
| 1984年 | 天師執位             | 司徒文武                       | 周思平 陳星旭（新版） |
| 1984年 | 生鏽橋王             | 董鵬飛                         |                       |
| 1984年 | 五虎將               | 洪 橋                          |                       |
| 1984年 | 青鋒劍影             | 小 高（高漸飛）                |                       |
| 1984年 | 楚留香之蝙蝠傳奇     | 楚留香                         |                       |
| 1984年 | 香江花月夜           | 凌宇深                         |                       |
| 1985年 | 碧血劍               | 夏雪宜                         |                       |
| 1985年 | 大廈                 | 辛天培                         |                       |
| 1985年 | 楊家將               | 楊延輝（楊四郎）               |                       |
| 1986年 | 狄青                 | 狄 青                          |                       |
| 1986年 | 妙人妙事             | 高大威                         |                       |
| 1987年 | 天龍神劍             | 容子雲                         |                       |
| 1988年 | 絕代雙驕             | 江 楓                          | 周思平                |
| 2005年 | 學警雄心             | 李文昇（李Sir）                | 杜燕歌                |
| 2005年 | 人間蒸發             | 高中正（大佬正）               |                       |
| 2006年 | 上海傳奇             | 聶 進（大佬進）                |                       |
| 2006年 | 賭場風雲             | 喬正初（喬生）                 | 杜燕歌                |
| 2007年 | 學警出更             | 李文昇（李Sir）                | 杜燕歌                |
| 2007年 | 強劍                 | 司馬星魂（飛星）               |                       |
| 2007年 | 歲月風雲             | 華文碩（Michael）              | 譚王鴻                |
| 2007年 | 廉政行動2007         | 陳國偉（DJ）                   |                       |
| 2008年 | 野蠻奶奶大戰戈師奶   | 苗僑偉（保齡球高手）           |                       |
| 2008年 | 疑情別戀             | 饒立天（Mike）                 | 杜燕歌                |
| 2009年 | 學警狙擊             | 江世孝（孝哥) /李文昇（李Sir） | 譚王鴻                |
| 2010年 | 老公萬歲             | 程 琛（Sam）                   | 杜燕歌                |
| 2010年 | 刑警                 | 米安定（Mad Sir）              | 杜燕歌                |
| 2012年 | 缺宅男女             | 關嘉安（大佬安）               | 杜燕歌                |
| 2012年 | 雷霆掃毒             | 向 榮（向Sir）                 | 杜燕歌                |
| 2013年 | 好心作怪             | 方自力（Power哥）              | 杜燕歌                |
| 2014年 | 使徒行者             | 卓 凱（卓Sir）                 | 杜燕歌                |
| 2017年 | 使徒行者2            | 卓 凱（卓Sir）                 | 杜燕歌                |
| 2020年 | 愛·回家之開心速遞    | 苗僑偉（三哥）                 |                       |
| 2020年 | 使徒行者3            | 卓 凱（卓Sir）                 | 杜燕歌                |

### 電視劇（邵氏兄弟）
| 首播   | 劇名             | 角色            |
| 2018年 | 飛虎之潛行極戰   | 聶宇航（聶Sir） |
| 2018年 | 守護神之保險調查 | 張 東（張Sir）  |
| 2019年 | 飛虎之雷霆極戰   | 駱家成（駱Sir） |
| 2021年 | 飛虎3壯志英雄    | 許俊飛（許Sir） |

### 電視劇（亞洲電視）
| 年份   | 劇名             | 角色           |
| 1995年 | 新包青天之仇之劍 | 宋青雲∕柳青揚  |
| 1999年 | 肥貓正傳II       | 王家希（小狗） |

### 電視劇（香港電台）
| 年份   | 劇名                    | 角色 |
| 1984年 | 獅子山下 : 雨中花（下） | 文彥 |

### 電視劇（台湾）
| 年份   | 劇名     | 角色      |
| 1990年 | 浴火凤凰 | 钟豪/天魔 |

### 電視劇（中國大陸）
| 年份   | 頻道               | 劇名                     | 角色           |
| 2011年 | 央視八套           | 金枝玉葉                 | 金天橋         |
| 2013年 | 湖南卫视           | 花開半夏                 | 程豪           |
| 2015年 | 安徽卫视、河北卫视 | 青春正能量之我是女神     | 駱天明         |
| 2015年 | 广州综合频道       | 新猛龍過江               | 杜英豪         |
| 2017年 | 东方卫视           | 射鵰英雄傳               | 黃藥師         |
| 2021年 | 芒果TV             | 天目危機                 | 山崎大昌       |
| 2025年 | 中國大陸           | 愛的季風掠過(2016年拍攝) | 季凱           |
| 未播映 | 網絡劇             | 私立蜀山學園             | 藍亭雨（校長） |

### 電視節目（無綫電視）
| 年份        | 節目名稱                         | 備註                   |
| 1980年代    | K-100                            | 嘉賓                   |
| 1980年代    | 歡樂今宵                         | 嘉賓                   |
| 1981年      | 第8度空間                        | 演出                   |
| 1983年      | 瘋狂運動會                       | 演出                   |
| 1983年      | 星光熠熠競爭輝                   | 表演嘉賓               |
| 1984年      | 翡翠迎春接萬福                   | 演出                   |
| 1984年      | 花花世界                         | 嘉賓                   |
| 1984年      | 星光熠熠競爭輝                   | 表演嘉賓               |
| 1984年      | 生力啤香港競飲大賽1984           | 嘉賓                   |
| 1984年      | 夏日搖擺之三色梅艷芳             | 演出                   |
| 1985年      | 健美小姐競選                     | 表演嘉賓               |
| 1986年      | 生力啤香港競飲大賽1986           | 嘉賓                   |
| 1987年      | 笑話心中情                       | 第3集 嘉賓             |
| 1990年      | 電視先鋒群星會                   | 嘉賓                   |
| 1992年      | 歡樂滿東華                       | 表演嘉賓               |
| 1994年      | 金利來俊傑顯豪情                 | 第6集 嘉賓             |
| 1994年      | 江山如此多FUN                    | 第4集 嘉賓             |
| 1994年      | 開心番埋嚟                       | 第7集 嘉賓             |
| 1994年      | 周五紅人館                       | 嘉賓                   |
| 1994年      | 歡樂滿東華                       | 嘉賓                   |
| 1995年      | 周三紅friend區之劉德華得意忘情夜 | 嘉賓                   |
| 1995年      | 萬眾同心公益金                   | 嘉賓                   |
| 1995年      | 運財智叻星                       | 第5,11集 嘉賓          |
| 1996年      | 萬家團年迎福鼠                   | 嘉賓                   |
| 1996年      | 超級無敵獎門人                   | 第7集 嘉賓             |
| 1998年      | 第一桶金的故事II                 | 第8集 嘉賓             |
| 1998年      | 劉德華尋人演唱會                 | 嘉賓                   |
| 1998年      | 天下無敵獎門人                   | 第8集 嘉賓             |
| 2000年      | 為食大贏家                       | 第3集 嘉賓             |
| 2000年      | 2000年度兒歌金曲頒獎典禮         | 頒獎嘉賓               |
| 2001年      | 歡樂滿東華                       | 表演嘉賓               |
| 2004-2005年 | 繼續無敵獎門人                   | 第29,37集 嘉賓         |
| 2005年      | 四海同心送關懷                   | 嘉賓                   |
| 2005年      | 百法百眾第一輯                   | 第2集 嘉賓             |
| 2005年      | 殘酷一叮第一輯                   | 第14集 嘉賓評判        |
| 2005年      | 香港直播                         | 5月3日 嘉賓            |
| 2005年      | 翡翠歌星賀台慶                   | 嘉賓                   |
| 2006年      | 心大心細                         | 嘉賓                   |
| 2006年      | 15/16                            | 星級加強版第8-9集 嘉賓 |
| 2007年      | 問題娛樂圈                       | 第1,37集 嘉賓          |
| 2007年      | 萬眾同心公益金                   | 表演嘉賓               |
| 2007年      | 志雲飯局                         | 第53集 嘉賓            |
| 2008-2009年 | 鐵甲無敵獎門人                   | 第1,37集 嘉賓          |
| 2009年      | 耳分高下                         | 第1,2集 嘉賓           |
| 2009年      | 名人飯堂                         | 第13集 主持            |
| 2009年      | 美女廚房（第二輯）               | 第1集 嘉賓評判         |
| 2009年      | 係咪小兒科（第一輯）             | 第21集 嘉賓            |
| 2009年      | 星星同學會                       | 第16集 嘉賓            |
| 2011年      | 華麗明星賽                       | 第15集 嘉賓            |
| 2012年      | 珍情品味                         | 第14集 嘉賓            |
| 2013年      | 超級無敵獎門人 終極篇            | 第4集 嘉賓             |
| 2013年      | 寵愛wakaka                       | 第7集 嘉賓             |
| 2015年      | 至尊街頭魔法王                   | 第1集 嘉賓             |
| 2015年      | 今晚睇李                         | 第20集 嘉賓            |
| 2015年      | 娛樂3兄弟                        | 第5集 嘉賓             |
| 2014年      | 中国梦想秀                       | 嘉賓                   |
| 2016年      | 男人食堂                         | 第7集 嘉賓             |
| 2016年      | 我愛香港                         | 第2集 嘉賓             |
| 2017年      | 2017年度香港小姐競選             | 決賽評判               |
| 2017年      | 超級台灣任務                     | 第4集 嘉賓             |
| 2017年      | 最佳拍檔                         | 第5集 嘉賓             |
| 2017年      | 使徒行者 臥底遊戲                | 飾演卓凱               |
| 2020年      | 萬眾同心公益金                   | 嘉賓                   |
| 2020年      | 諸朋好友                         | 第3,4集 嘉賓           |
| 2023年      | 開心無敵獎門人                   | 第19集 嘉賓            |
| 2023年      | 萬千星輝頒獎典禮2022             | 頒獎嘉賓               |

### 廣播劇
| 年份   | 頻道     | 劇名              | 角色   | 備註            |
| 1983年 | 香港電台 | 網起浪花 (全20集) | 江浪   | YouTube上的音頻 |
| 1983年 | 香港電台 | 短短的夢 (全2集)  | 杜先生 | 與張瑪莉合作    |

## 獎項
| 年份   | 頒獎典禮/機構                          | 獎項                           | 電視劇    | 角色                        | 結果 |
| ------ | -------------------------------------- | ------------------------------ | --------- | --------------------------- | ---- |
| 1982年 | 華僑晚報十大明星選舉                   | 十大電視明星                   |           |                             | 獲獎 |
| 2006年 | TVB周刊                                | 最强人气大奖                   |           |                             | 獲獎 |
| 2006年 | 2006年新城电台                         | 娱乐劲爆电视演员               |           |                             | 獲獎 |
| 2007年 | 新加坡《i weekly周刊》                 | 十大最i港剧男演员（第5位）     |           |                             | 獲獎 |
| 2008年 | 2008上海风尚大典                       | 经典影视风尚人物               |           |                             | 獲獎 |
| 2008年 | 2008年腾讯星光大典                     | 港台地区年度最具实力电视男演员 |           |                             | 獲獎 |
| 2008年 | 新加坡《i weekly周刊》                 | 十大最i港剧男演员（第10位）    |           |                             | 獲獎 |
| 2008年 | 快週刊十大代言人选举2008颁奖典礼       | 十大广告代言人                 |           |                             | 獲獎 |
| 2009年 | 新加坡《i weekly周刊》                 | 十大最i港剧男演员（第6位）     |           |                             | 獲獎 |
| 2010年 | 壹周刊电视大奖                         | 健康第壹大奖                   |           |                             | 獲獎 |
| 2011年 | 越南DMA                                | 最受歡迎香港搭档（与宣萱）     | 刑警      | 米安定                      | 獲獎 |
| 2011年 | 新加坡《i weekly周刊》                 | 十大最i港剧男演员（第8位）     |           |                             | 獲獎 |
| 2013年 | 星和无线电视大奖2013                   | TVB经典电视角色                |           | 杨康/楚留香/司徒文武/方自力 | 獲獎 |
| 2014年 | TVB 马来西亚星光荟萃颁奖典礼2014       | 最喜愛TVB電視角色              | 使徒行者  | 卓凱                        | 獲獎 |
| 2017年 | 2017年度英国大本钟奖之金独角兽奖视频类 | 最受推崇男主角                 | 使徒行者2 | 卓凱                        | 獲獎 |
| 2017年 | TVB 马来西亚星光荟萃颁奖典礼2017       | 最喜愛TVB電視角色              | 使徒行者2 | 卓凱                        | 獲獎 |
| 2017年 | TVB 马来西亚星光荟萃颁奖典礼2017       | 最喜愛TVB男主角                | 使徒行者2 | 卓凱                        | 獲獎 |

## 無綫月曆
- 2008年10月 - 蔡少芬、馬浚偉、李施嬅、邵美琪、陸詩韻
- 2009年3月 - 郭晉安、佘詩曼、郭羨妮
- 2013年2月 - 郭晉安、謝天華、楊　怡、陳法拉
- 2014年11月 - 蔡少芬、張兆輝、汪明荃、邵美琪、吳啟華、田蕊妮
- 2017年7月 - 陳　豪、宣　萱、黃翠如、周柏豪、袁偉豪、許紹雄、王俊棠

## 外部連結
- 苗僑偉的新浪微博
- 苗僑偉在香港影庫上的簡介
- 苗僑偉在时光网上的簡介（简体中文）
- 苗僑偉在豆瓣上的资料（简体中文）